# Guillaume Caoursin
Guillaume Caoursin (* um 1430 in Douai; † 1501 auf Rhodos) war Vizekanzler des Johanniterordens und einer der bedeutendsten Autoren seiner Zeit.

## Leben
Geboren wurde er um das Jahr 1430 in Douai in Flandern in eine von der Mittelmeerinsel Rhodos stammende Familie. Caoursin wurde an der Universität von Paris (Sorbonne) promoviert. Obwohl er kein Mitglied des Johanniterordens war, brachte er es dort unter dem Großmeister Pierre d’Aubusson zu dessen Vizekanzler. Als solcher führte er zahlreiche diplomatische Aufgaben aus.
Noch heute ist er vor allem bekannt als Historiograph (Geschichtsschreiber) des Ordens, vor allem aber als der Verfasser einer Chronik der Belagerung von Rhodos im Jahre 1480 (Obsidionis Rhodiae urbis descriptio), die er bereits 1482 bei Johann Snell in Odense herausgab. Diese Chronik enthält zahlreiche Illustrationen von Caoursin und wurde in der Folge auch in Venedig, Paris, Brügge, Salamanca, Ulm und London publiziert. Die zahlreichen Illustrationen in diesem Buch sind die erste akkurate Beschreibung der Kostüme und Waffen der Türken in Westeuropa. Die deutsche Übersetzung „Historia von Rhodis“ durch Johann Adelphus Muling  erschien 1513 in Straßburg bei Martin Flach.
Auch um eine Sammlung der Statuten des Johanniterordens machte sich Caoursin verdient und übersetzte sie ins Französische. Die mittelalterlichen Statutenhandschriften des Johanniterordens waren zumeist sehr unübersichtlich. So listen sie die Beschlüsse der Generalkapitel nicht systematisch, sondern chronologisch in der Reihenfolge der Meister auf, und viele Beschlüsse werden – oft mit leichten Modifikationen – wiederholt. Deshalb suchte der Orden lange nach einer angemessenen Form der Revision, bis schließlich das Generalkapitel von 1489 (nach vierzigjähriger Vorgeschichte) eine systematische Fassung der Statuten verabschiedete, die Guillaume Caoursin revidiert hatte.